# Tour de Senegal
El Tour de Senegal (oficialmente: Tour du Sénégal) es una carrera ciclista por etapas que se disputaba en Senegal. 
Se creó en 1970 de forma amateur aunque no se comenzó a disputar regularmente desde su segunda edición en 2001 siendo a partir de dicho año profesional encuadrada en la categoría 2.5 (última categoría del profesionalismo) excepto en el 2003 que fue amateur de categoría 2.6 (máxima categoría amateur). Desde la creación de los Circuitos Continentales UCI en 2005 formó parte del UCI Africa Tour, dentro de la categoría 2.2. (igualmente última categoría del profesionalismo). Desde el 2009 dejó de ser profesional, siendo su última edición en el 2010. Para el año 2016 regresa nuevamente a la categoría 2.2 dentro de los Circuitos Continentales UCI formando parte del UCI Africa Tour. 
Progresivamente fue reduciendo sus días de competición teniendo desde prólogo + 12 etapas de la edición de 2001 hasta prólogo + 7 etapas de la edición de 2010. Siempre acabando en su capital, Dakar.

## Palmarés
En amarillo: edición amateur.
| Año       | Ganador              | Segundo                | Tercero               |
| --------- | -------------------- | ---------------------- | --------------------- |
| 1970      | Madjid Hamza         | Chibane Belkacem       | Hamdi Abdallah        |
| 2001      | Christophe Lebarbier | Abdoulaye Thiam        | Jacques Castagn       |
| 2002      | Andris Naudužs       | Leonardo Scarselli     | Thierry David         |
| 2003      | Leonardo Scarselli   | Abdelati Saadoune      | Cherif Merabet        |
| 2004      | Mariano Giallorenzo  | Philippe Schnyder      | Stéphane Botherel     |
| 2005      | Alexandre Lecocq     | David Jungles          | Pascal Bouba          |
| 2006      | Lukasz Podolski      | Erwann Lollierou       | Frédéric Geminiani    |
| 2007      | Adil Jelloul         | Abdelati Saadoune      | Anthony Rigault       |
| 2008      | Joeri Calleeuw       | Faysal Shaban Alsharaa | Ivan Viglasky         |
| 2009      | Stéphane Roger       | Ahmed Hafiz            | Amr Mahmoud           |
| 2010      | Massamba Sarré Diouf | Stéphane Roger         | Bandera de ?          |
| 2011-2014 | No se disputó        | No se disputó          | No se disputó         |
| 2015      | Zouhair Rahil        | Patrick Kos            | Steve Houanard        |
| 2016      | Abdellah Ben Youcef  | Abderrahmane Hamza     | Abderrahmane Mansouri |
| 2017      | Islam Mansouri       | Médéric Clain          | Lucas Carstensen      |
| 2018      | Dan Craven           | Abderrahmane Hamza     | Rick Nobel            |
| 2019      | Didier Munyaneza     | Hermann Keller         | Marek Čanecký         |

## Palmarés por países
| País      | Victorias |
| --------- | --------- |
| Francia   | 3         |
| Argelia   | 3         |
| Italia    | 2         |
| Marruecos | 2         |
| Letonia   | 1         |
| Polonia   | 1         |
| Bélgica   | 1         |
| Senegal   | 1         |
| Namibia   | 1         |
| Ruanda    | 1         |